# Bank of Georgia
Bank of Georgia (груз. საქართველოს ბანკი, «Сакартвелос Банки»; АО «Банк Грузии») — британская финансовая холдинговая компания с юридической регистрацией в Лондоне, Англия, и штаб-квартирой в Тбилиси, Грузия.
Банк Bank of Georgia является основной операционной дочерней компанией группы Bank of Georgia Group, британской холдинговой компании, которая котируется на премиальном сегменте основного рынка Лондонской фондовой биржи и входит в индекс FTSE 250.
Группа включает в себя розничный банковский и платежный бизнес, а также корпоративный и инвестиционно-банковский бизнес.

## Собственники и руководство
Акции банка котируются на Лондонской фондовой бирже (биржевой тикер LSE: BGEO) и Грузинской фондовой бирже (биржевой тикер GeSE:GEB).
Председатель наблюдательного совета банка — Нил Джанин. Генеральный директор — Кахабер Кикнавелидзе. Один из бывших генеральных директоров банка, Ладо Гургенидзе, с 22 ноября 2007 года по 27 октября 2008 был премьер-министром Грузии.

## Деятельность
Банк осуществляет деятельность в области инвестиционного банковского бизнеса, розницы, управления денежными средствами и другом. У Bank of Georgia имеется более 100 филиалов; деятельность ведётся в Грузии, Беларуси и Украине. Банку принадлежит инвестиционная компания BG Capital.
Активы банка на 31 декабря 2007 года составляли 2,95 млрд лари (на 31 декабря 2006 года — 1,21 млрд лари), собственный капитал — 0,56 млрд лари (0,38 млрд лари); чистая прибыль за 2007 год — 75,6 млн лари (за 2006 год — 26,8 млн лари).